# Maidstone

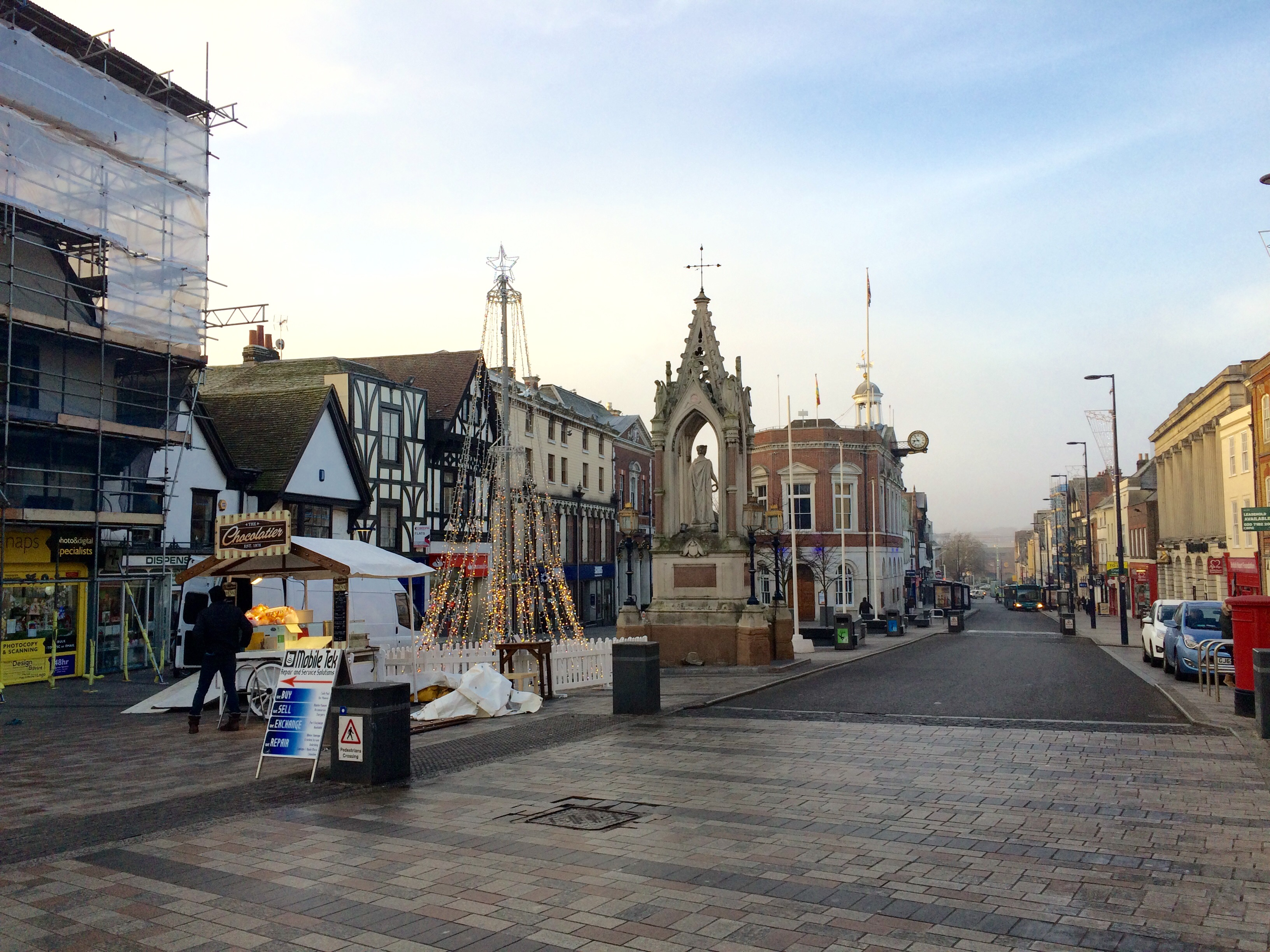
Quản trường Jubilee tại Maidstone

Maidstone thành phố thủ phủ của hạt Kent, Anh, cự ly 32 dặm (51 km) về phía đông nam của London. Sông Medway chạy qua trung tâm của thành phố liên kết Maidstone với Rochester và cửa sông Thames. Trong lịch sử, dòng sông là một tuyến đường cho thương mại của thị trấn. Maidstone là trung tâm nông nghiệp của quận Kent, được biết đến như là Vườn Anh. Có bằng chứng của một khu định cư trong khu vực có niên đại vượt ra ngoài thời kỳ đồ đá.
Maidstone này nằm trong quận Maidstone. Năm 2001, Maidstone có dân số 75.070 người.
Nền kinh tế của Maidstone đã thay đổi qua nhiều năm được tham gia vào ngành công nghiệp nặng, công nghiệp nhẹ nhiều hơn và các ngành dịch vụ.